# Łęki-Kolonia
Łęki-Kolonia – część wsi Łęki w Polsce, położona w województwie łódzkim, w powiecie bełchatowskim, w gminie Zelów.
W latach 1975–1998 Łęki-Kolonia administracyjnie należały do województwa piotrkowskiego.